# Nematocampa arenosa
Nematocampa arenosa là một loài bướm đêm trong họ Geometridae.